# Heilig Hartbeeld (Posterholt)
Het Heilig Hartbeeld is een standbeeld in de Nederlandse plaats Posterholt, in de provincie Limburg.

## Achtergrond
Het Heilig Hartbeeld was een geschenk van mijnwerkers. Het werd gemaakt door de Geleense beeldhouwer Louis Ramakers van het Atelier J.W. Ramakers en Zonen. Op zondag 16 december 1934 werd het beeld ingewijd door bisschop Guillaume Lemmens. Het beeld staat naast de Sint-Matthiaskerk.

## Beschrijving
Het beeld toont Christus als Koning van het heelal, zittend op een troon. Het is daarmee een van de weinige in die vorm in Nederland. Christus draagt een kroon en is omhangen met een pallium en mantel. Op zijn borst is het Heilig Hart zichtbaar. Het geheel is in een strakke symmetrie uitgevoerd. Op de achterzijde vermeldt een inscriptie "Geschenk R.K. Mijnwerkers Posterholt 16-12-1934". Het beeld staat op een eenvoudige sokkel.